# كيني بينغهام
كيني بينغهام (20 سبتمبر 1980 في المملكة المتحدة - ) (بالإنجليزية: Kenny Bingham)‏ هو لاعب كريكت بريطاني. لعب مع Kent Cricket Board ‏.

## وصلات خارجية
- كيني بينغهام على موقع إي آس بي آن كريك إنفو (الإنجليزية)